# Maria † Holic Alive
Maria † Holic Alive (まりあ†ほりっく あらいぶ Maria † Horikku Arive?) es una serie de anime, secuela del anime Maria † Holic, escrita e ilustrada por Minari Endo, ha sido realizada y lanzada al aire por Media Factory y es dirigida también por Akiyuki Shinbo y producida por los estudios SHAFT. La historia con las historias del manga que todavía no se habían tomado de la serie anterior con Kanako, María y Matsurika como protagonistas. el primer episodio de la serie salió al aire el 8 de abril de 2011 y el último salió el 24 de junio del mismo año, meses más tarde saldría en DVD el 27 de julio del mismo año. 

## Argumento
La serie continua en Ame no kisaki con las aventuras y desventuras de Kanako Miyamae, una chica lesbiana al extremo y de su lucha por convivir con María Shido, quien en apariencia es una chica dulce y encantadora pero que en realidad es un chico travestido, sádico y narcisista, quien junto con su sirvienta Matsurika, harán todo lo posible para que Kanako no lo delate.

## Personajes
Son los mismos personajes que en la serie original siendo Kanako, María y Matsurika, las protagonistas de siempre, pero también surgen nuevos personajes los cuales son: 
- Miki Miyamae (宮前美樹 Miyamae Miki?): Es la hermana menor de Kanako, siente un gran cariño por su hermana mayor, y visita Ame no kisaki con el propósito de verla. Ella conoció a María cuando estaba en la escuela primaria, y se había enamorado de ella desde entonces. Quiere salir con María cuando ella entre en la escuela secundaria, pero Kanako le dice que es un chico, Miki lo descubre por medio de una prueba, poner la mano de María en Kanako para ver si le sale urticaria y en verdad así pasa. A pesar de esto, Miki promete no revelar el secreto y entrar Ame no Kisaki cuando sea mayor. Su Seiyu es Emiri Katou.[1]

- Rindo Shinōji: (汐 王 寺 茉莉花 Shinōji Rinduo?): Es el hermano gemelo de Matsurika, aunque no tienen ningún parecido con ella (salvo el color de ojos), es el sirviente personal de Shizu, al igual que Matsurika con Maria. Tiene un carácter muy diferente al de su hermana puesto que es más abierto a la hora de hablar, más sociable y se muestras más amable con Kanako, a quien trata con una irónica cortesía. Desde pequeño tiene una obsesión con atrapar a María y por eso a fabricado muchas trampas en el jardín de la casa, sin embargo nunca consigue su objetivo, atrapando en su lugar a otras personas como el padre Kanae y a la misma Kanako. Trata a Shizu de la misma forma que Matsurika a María, molestándola de muchas formas. Su Seiyu es Nobuhiko Okamoto.[2]

## Episodios
Al igual que su predecesora, Maria † Holic Alive cuenta con doce episodios, sin embargo y también como su predecesora algunos de ellos están divididos en dos y tres parte,  el episodio 10 llega a está dividido en cuatro partes, los cuales cuenta una misma historia pero desde puntos de vista distintos.

### DVD y Blu ray
A continuación se presentan la lista de los volúmenes en DVD y Blu-ray Disc que salieron de la serie con sus respectiva fechas de salida y los episodios correspondientes a estos. Alguno de ellos todavía no han salido a la venta.
| # | Fecha de salida          | Discos | Episodios | DVD    | Blu-ray |
| - | ------------------------ | ------ | --------- | ------ | ------- |
| 1 | 27 de julio de 2011      | 1      | 1-2       | [ 3 ]  | [ 4 ]   |
| 2 | 24 de agosto de 2011     | 1      | 3-4       | [ 5 ]  | [ 6 ]   |
| 3 | 21 de septiembre de 2011 | 1      | 5-6       | [ 7 ]  | [ 8 ]   |
| 4 | 26 de octubre de 2010    | 1      | 7-8       | [ 9 ]  | [ 10 ]  |
| 5 | 25 de noviembre de 2011  | 1      | 9-10      | [ 11 ] | [ 12 ]  |
| 6 | 21 de diciembre de 2011  | 1      | 11-12     | [ 13 ] | [ 14 ]  |

## Música
Al igual que con su predecesora la banda sonora de Maria † Holic Alive corrió por cuenta de Tatsuya Nishiwaki quien se limitó a utilizar las mismas melodías que ya había usado en Maria † Holic, sin embargo se introducen nuevos temas de apertura y de cierre en esta segunda temporada así como una nueva melodía que se utilizará en algunas ocasiones llamada Tema del diario de María (マリカ西のテーマ＃1  Marika Nisshi no Theme #1?). A continuación se presentan los dos CD que salieron para la serie.
- Maria Holic Alive Opening & Ending Single - Runrunriru Ranranrara / Dou ni mo Tomaranai[15]
- Maria Holic Alive Opening & Ending Single - Runrunriru Ranranrara / Dou ni mo Tomaranai Limited Edition[16]

### Opening
- "Mousou Senshi Miyamae Kanako" (Maria † Holic Alive Op 1, EP 1-4)

Interpretada por: Tomokazu Sugita
Letra: Masahiro Yokotani - Gran Murai
Música: Tomokazu Sugita
Coro: Ame no Kisaki Gasshoudan (estudiantes de Ame no Kisaki)
- "Runrunriru Ranranrara" (Maria † Holic Alive Op 2, EP 5-12)

Interpretada por: Yu Kobayashi, Marina Inoue (cap 6)
Letra: Masahiro Yokotani - Gran Murai
Música: Juno Tsuji y Toy Okuda

### Ending
- "Dou ni mo Tomaranai" (María † Holic Alive EP 1-11)

Interpretada por: Yu Kobayashi, Asami Sanada, Marina Inoue.
Letra: Takashi Matsumoto - Haruomi Hosono
Música: Satomi Arimori
- "Donmai Donmai" (María † Holic Alive EP 12)

Interpretada por: Yu Kobayashi.
Letra: Takashi Matsumoto - Haruomi Hosono
Música: Satomi Arimori

## Recepción
La serie ha recibido críticas mixtas aunque un poco negativas comparadas con su predecesora. Anime Antology calificó a la serie con 5/10 y la considera como «repetitiva, sin más que ofrecer, no cumple con las expectativas de la primera temporada», mientras que su predecesora había recibido una reseña muy positiva la cual fue calificada con 8/10.